# Xã Butler, Quận Platte, Nebraska
Xã Butler (tiếng Anh: Butler Township) là một xã thuộc quận Platte, tiểu bang Nebraska, Hoa Kỳ. Năm 2010, dân số của xã này là 604 người.